# En dansk kyst. Motiv fra Kitnæs ved Roskilde Fjord
En dansk kyst. Motiv fra Kitnæs ved Roskilde Fjord (tidligere En dansk Kyst eller En dansk kyst, motiv fra Kitnæs ved Isefjorden,) er et maleri af Johan Thomas Lundbye malet 1842 og 1843.
Maleriet er et stort monumentalt maleri på 188,5 × 255,5 cm.
Det viser en skrænt ved Roskilde Fjord.

## Billedbeskrivelse
Maleriet viser en stor skrænt, der skærer billedet diagonalt fra øverst i højere hjørne ned mod det diagonalt modsatte hjørne.
Nederst i billedet er stranden, hvor maleriets øjepunkt er.
Maleriets nedre venstre side viser vandet.
Hele scenen ligger i dagslys, hvor sollyset kommer ind fra billedets højre side.
Den øverste venstre del er domineret af en blå himmel med hvide skyer.
På toppen af skrænten gror løvtræer med mørkegrønne blade.
Ellers er toppen beklædt med græs og en fåreflok på omkring et dusin får græsser i sollys.
På toppen skimtes også svagt hvad der synes at være to skikkelser.
Ved skrænten kants ses udliggende græstørve og planterødder, der vidner om erosion.
Skræntens side er hovedsagligt planteløs.
På midten af skrænten ligger et lille nedfalden træ med blade og rødder.
Næsten skjult bag skræntens sides skrå kant midtvejs mellem top og bund ser man nåletræer.
Skræntens side ligger i skygge.
I midten af maleriets venstre side ses en fjern kyst og dets indland i grålige toner.
Landskabet her er en smule kuperet og har små lunde af træer.
En bygning med tårn skimtes svagt, nok en kirke, og to vindmøller ses også.
I billedets mellemgrund midt på stranden står to mænd, en hest og en hestevogn, hvor dets højre hjul er faldet af.

## Baggrund
Som en del af de nationale strømninger i 1830'erne ønskede kunsthistorikeren N.L. Høyen at påvirke kunstnere til at bidrage til en national selvbevidthed.
Lundbye var påvirket af dette program, og kyststrækningen ses som "indbegrebet af dansk landskab".
Lundbye var af den mening at "Hos ham [Høyen] fandt jeg Aand, Kundskaber, Øie, Liv, Begeistring, kort alt, hvad der kunde glæde, trøste, anspore".
I forbindelse med tilblivelse af billedet skrev Lundbye i sin dagbog i 1842:
| „ | Idag har jeg begyndt Undermalingen af mit Maleri. Det har været Bygeveir hele Dagen, saa vi have havt de deiligste Lufter at studere, og jeg vil gjerne mindes noget af hvad jeg har seet idag, naar jeg skal male Luften op ... | “ |

Statens Museum for Kunst er i besiddelse af Lundbyes skitser med relation til oliemaleriet, dels 'Forstudie til maleriet "En dansk kyst"', dels tegningen "En dansk kyst" fra 1842.

## Vurderinger
Johannes V. Jensen skrev af to omgange om billede.
I teksten Portal til Danmark fra 1933 indledte han med
| „ | Skulde man give en udtømmende Forestilling om dansk Natur gennem et Kunstværk, og maate indskrænke sig til et eneste, kunde Valget kun falde paa Lundbyes store Billede "En dansk Kyst", som er at se paa Galleriet. Det er malet i 1843, for nu 90 Aar siden; ingen Kunstner lige indtil vor Tid er kommen dansk Natur nærmere. Billedet tø siges at være det monumentaleste, saavel ved det centrale i Motivet, som ved Udførelsens Storhed, der findes i dansk Landskabskunst. Tænker man sig en Udlængdings første indtryk af Landet, naar man kom til det ad Søvejen, vilde det dækkes som en Generalnævner af Lundbyes Kystbillede. Danmark kunde ikke males uden som en Forening af Land og Strand. | “ |